# Церковь Санта-Мария-дей-Мираколи вблизи Сан-Чельсо
Санта-Мария-дей-Мираколи-прессо-Сан-Чельсо (итал. Chiesa di Santa Maria dei Miracoli presso San Celso) — церковь (раннее название — святилище, santuario) Святой Марии чудес и расположенная рядом старая церковь Сан-Чельсо (святого Цельсия) в Милане, Ломбардия, северная Италия. С 1950 года имеет статус малой базилики. Церковь и находящиеся в ней произведения искусства представляют собой выдающийся пример эпохи Возрождения в Ломбардии; фасад церкви — шедевр итальянского маньеризма.

## Чудо 1485 года
Согласно преданию, в пятницу, 30 декабря 1485 года, произошло чудесное событие: на глазах около трёхсот человек, когда пресвитер Г. Пьетро Порро служил мессу в церкви Святой Марии, из старинной фрески Мадонны с Младенцем, прикрытой покрывалом, явилась Сама Пресвятая Дева и все увидели, как левой рукой Она отодвинула завесу и показалась живой и сияющей, «несколько раз раскрывая объятия и соединяя руки». После этого чудесного события с «невероятной быстротой» исчезла чума, мучившая Милан четыре года и унесшая жизни более пятидесяти тысяч горожан. Чудесные факты были подвергнуты пристальному изучению согласно каноническому процессу в Курии, которая 1 апреля 1486 года подтвердила их подлинность после заслушивания многочисленных свидетелей, чьи заявления под присягой были записаны и хранились в архиве церкви Сан-Чельсо. Чудо принесло вдохновение прихожанам, что потребовало расширения старой церкви.

## История и архитектура
Строительство церкви было начато Джан Джакомо Дольчебуоно и Джованни Баттаджо в 1493 году для хранения чудотворной иконы Мадонны. Первое здание представляло собой трёхнефную базилику (по некоторым сведениям вначале была центрическая постройка), над средокрестием которой возвышался в традициях ломбардской архитектуры восьмигранный тибуриум с таким же восьмигранным куполом. В начале XVI века, после конкурса, выигранного Кристофоро Солари в 1505 году, был добавлен квадрипортик (квадратный в плане атриум перед западным фасадом) в классическом стиле. С трёх сторон квадрипортик оформлен аркадами с пилястрами коринфского ордера; антаблемент украшен двенадцатью статуями в ломбардском стиле Джованни Антонио Амадео (1494—1498).
Внешний фасад портика, выходящий на улицу, приписывается, согласно различным источникам, Чезаре Чезариано или Кристофоро Ломбардо (или Солари по прозванию Ломбардо — в источниках имеются разночтения и неясность имён). Кристофоро также в интерьере церкви пристроил к пресбитерию многоугольный хор по образцу Миланского собора.
К 1506 году центральный неф был перекрыт монументальным цилиндрическим сводом, алтарная часть была усложнена деамбулаторием по образцу Миланского собора. Это была первая ренессансная постройка в Милане.
Массивный фасад в стиле маньеризма был спроектирован Галеаццо Алесси в конце XVI века и выполнен из каррарского мрамора Мартино Басси в 1572 году. Статуи в центральных нишах и над порталом работы Стольдо Лоренци; другие были сделаны Аннибале Фонтана, как и барельефы с евангельскими сюжетами.
С 1595 года органистом церкви был знаменитый виртуоз Джованни Паоло Чима.

## Произведения искусства в интерьере
В интерьере представлены многочисленные произведения миланских художников эпохи Возрождения и барокко: Джован Баттиста Креспи (иль Черано), Камилло и Джулио Чезаре Прокаччини, Карло Франческо Нуволоне, Антонио Кампи, Амброджо Бергоньоне, Каллисто Пьяцца и других. Примечательны «Крещение Иисуса» Гауденцио Феррари и Джованни-Баттиста делла Черва, «Падение святого Павла» Моретто и на алтаре правого трансепта запрестольный образ работы Париса Бордоне. Кафедра хора создана Джузеппе Меда.
В левом трансепте, в алтаре, спроектированном Мартино Басси, находится почитаемая мраморная статуя Ассунты работы Аннибале Фонтана (1586) с двумя более поздними ангелами работы Джулио Чезаре Прокаччини.

## Церковь Сан-Чельсо
К церкви Святой Марии чудес примыкает старая романская церковь Сан-Чельсо, посвящённая святому мученику Цельсию. Она была основана в IV веке, но в значительной степени была разрушена. Восстановлена в XI веке. Фасад, перестроенный в XIX веке Л. Каноникой, имеет окно-розетку и романский портал, украшенный фигурками животных. Также к XI столетию относится кампанила (колокольня).

## Галерея

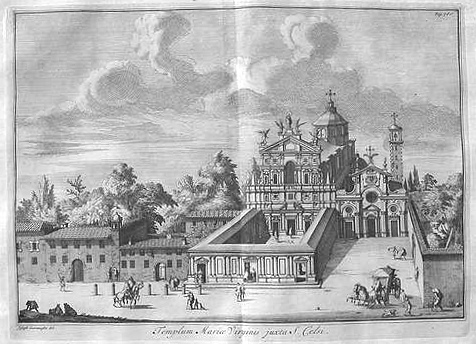
Церковь Святой Марии. Гравюра 1704 г.
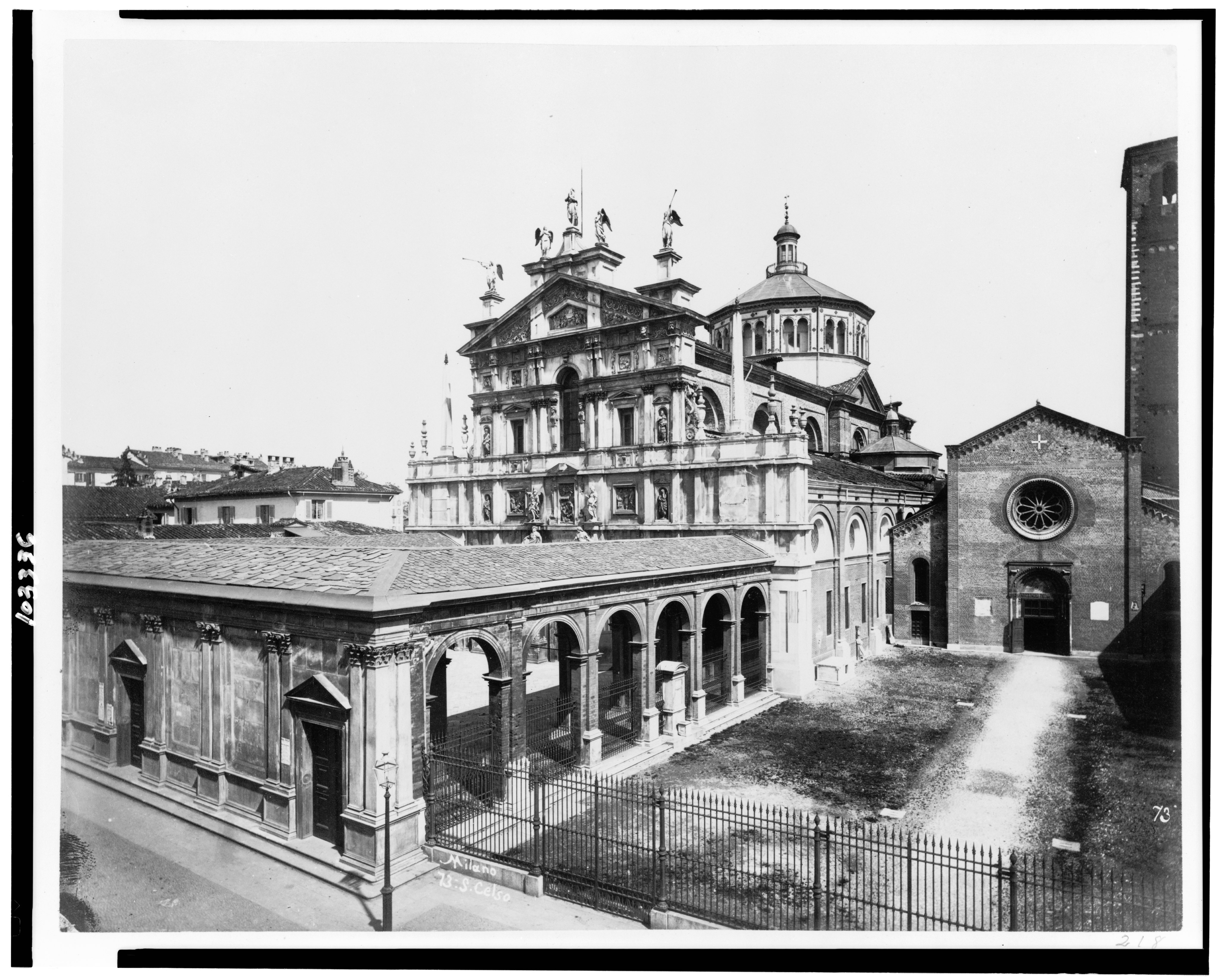
Церковь Санта-Мария-дей-Мираколи вблизи Сан-Чельсо. Фотография 1860 г.
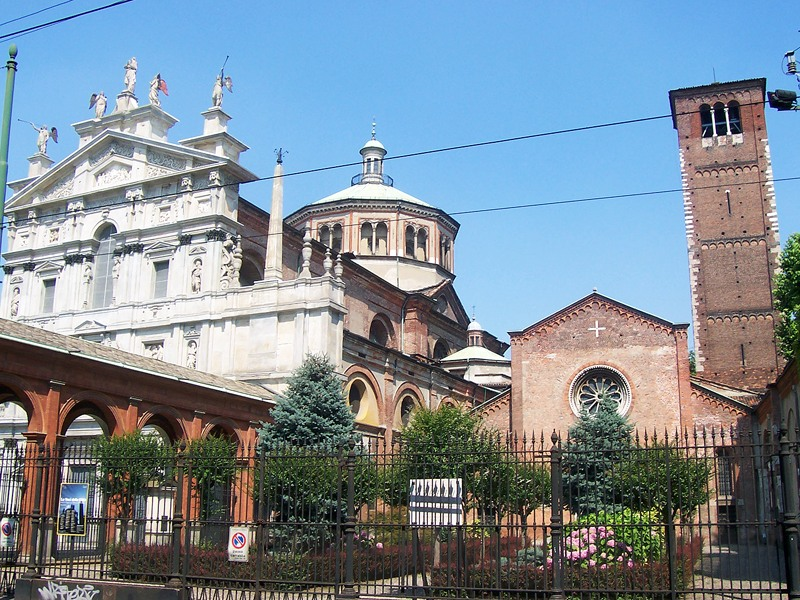
Современный вид двух церквей
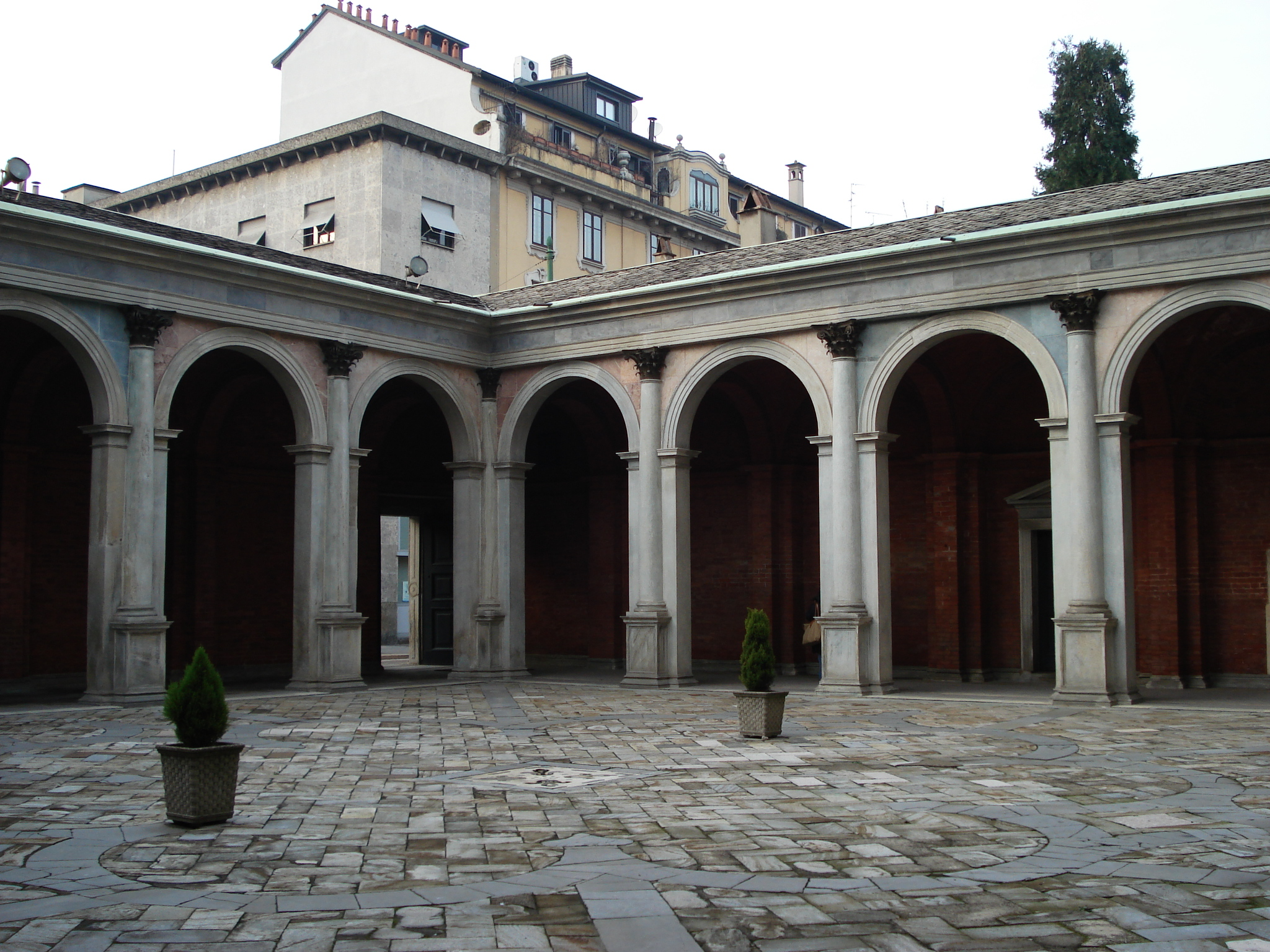
Атриум (кьострино) и квадрипортик
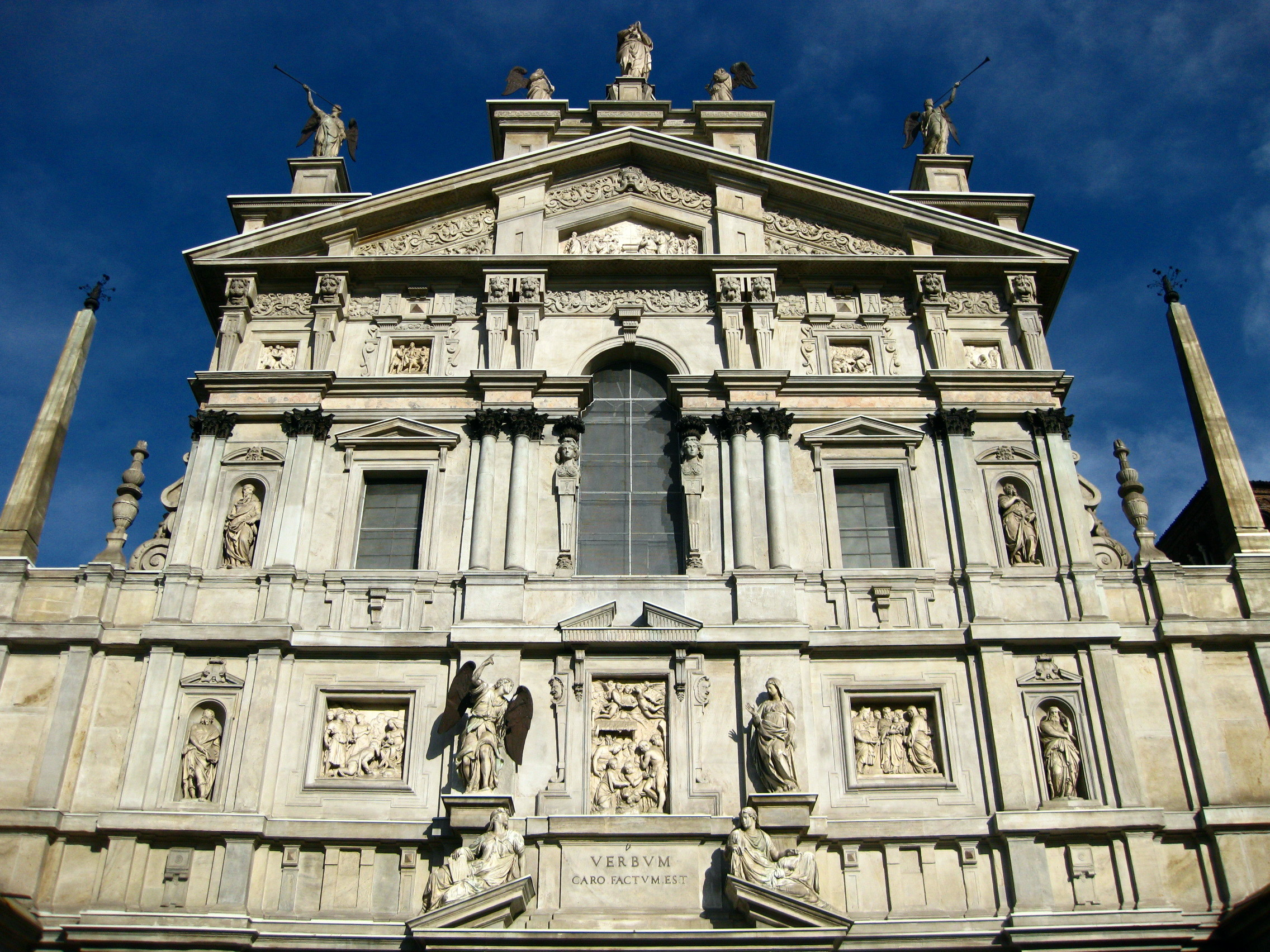
Фасад церкви
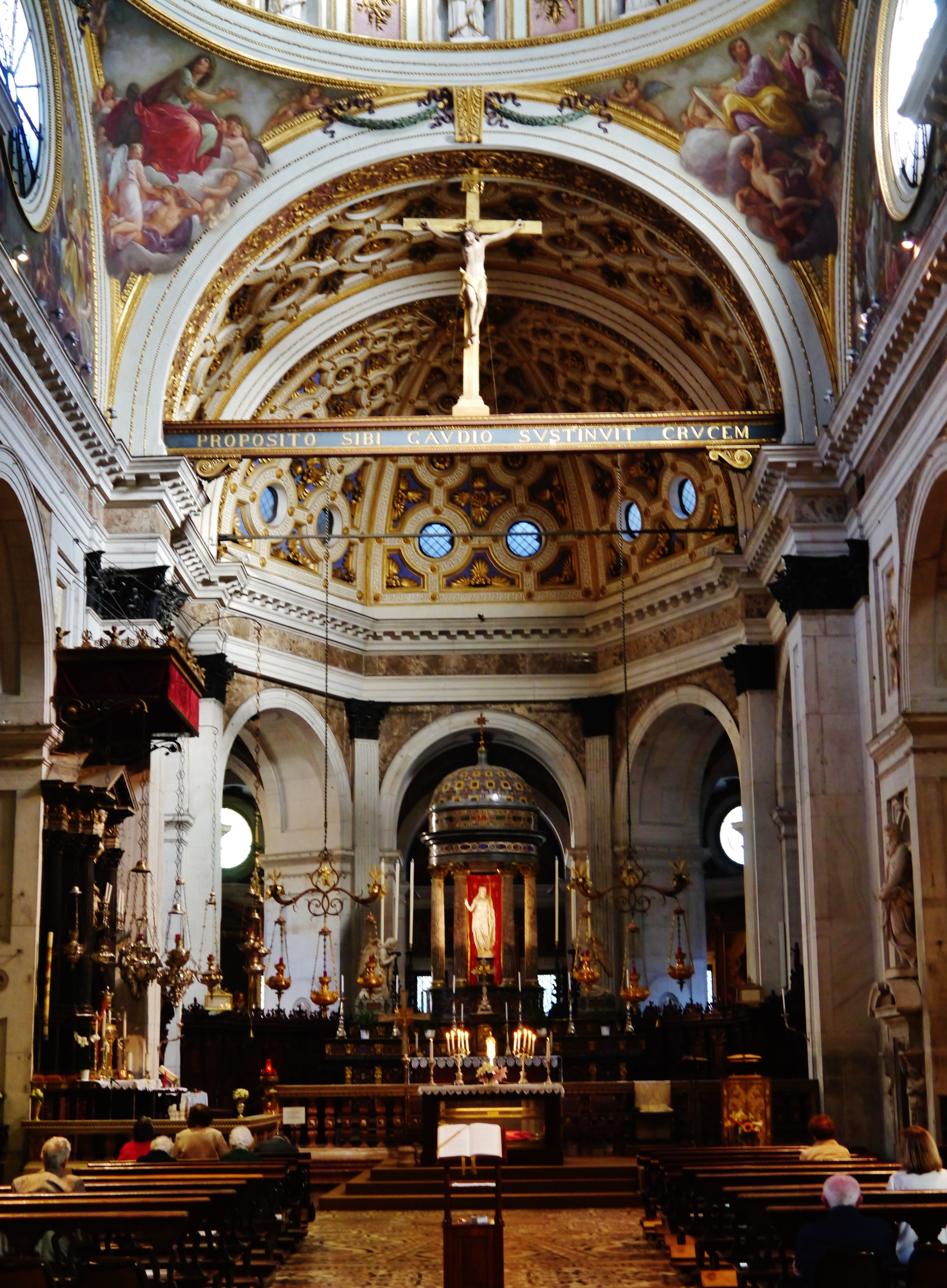
Интерьер
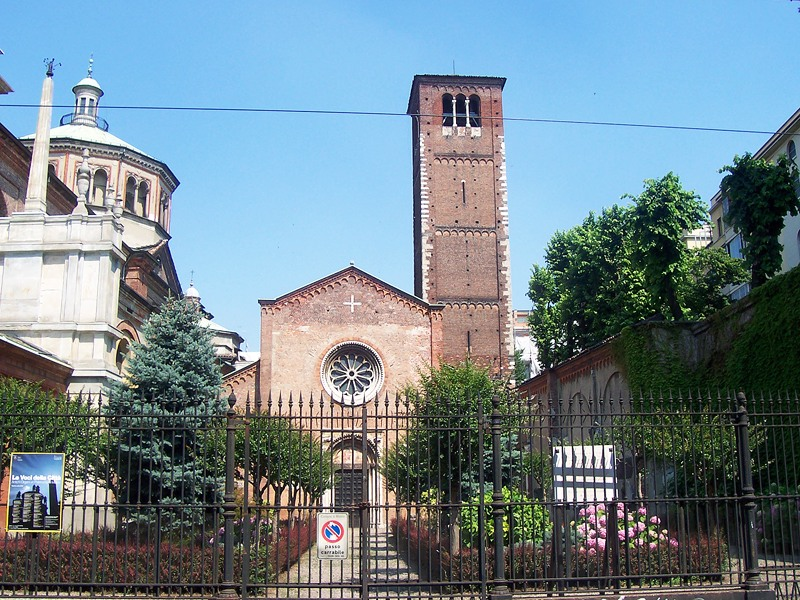
Старая церковь Сан-Чельсо. Перестройка фасада  Л. Каноника